# Миг на гениалност
„Миг на гениалност“ (на английски: Flash of Genius) е американска биографична драма от 2008 г. на режисьора Майк Ейбрахам. Филип Рейлсбак е написал сценария, който е базиран на статията от New York, написана от Джон Сийбрук през 1993 г.